# Sarcophyton (djur)
Sarcophyton är ett släkte av koralldjur. Sarcophyton ingår i familjen läderkoraller.

## Bildgalleri

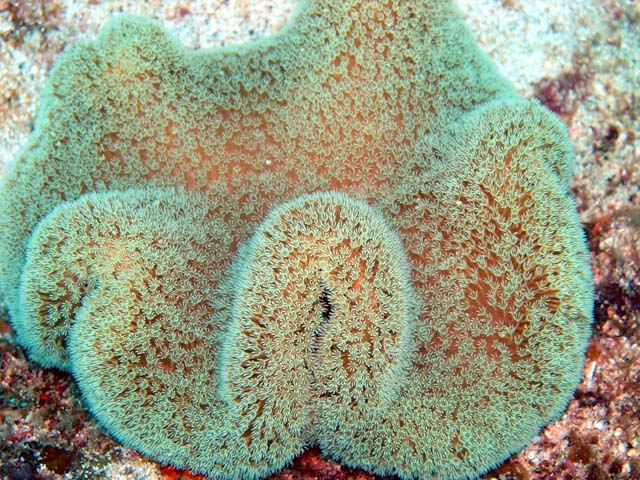
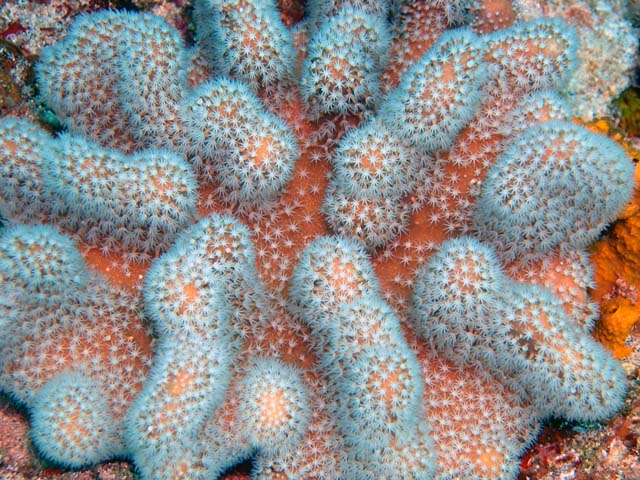
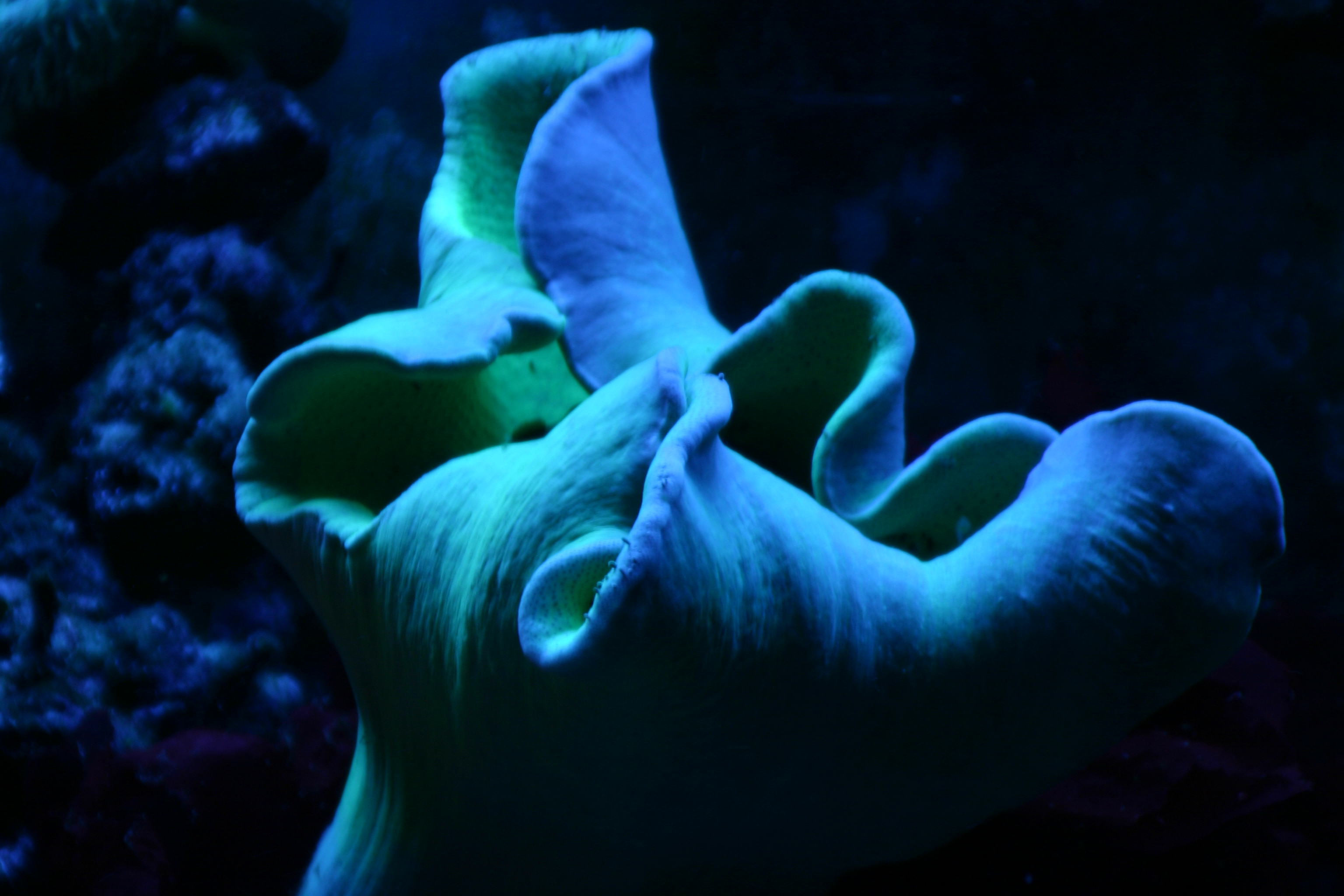
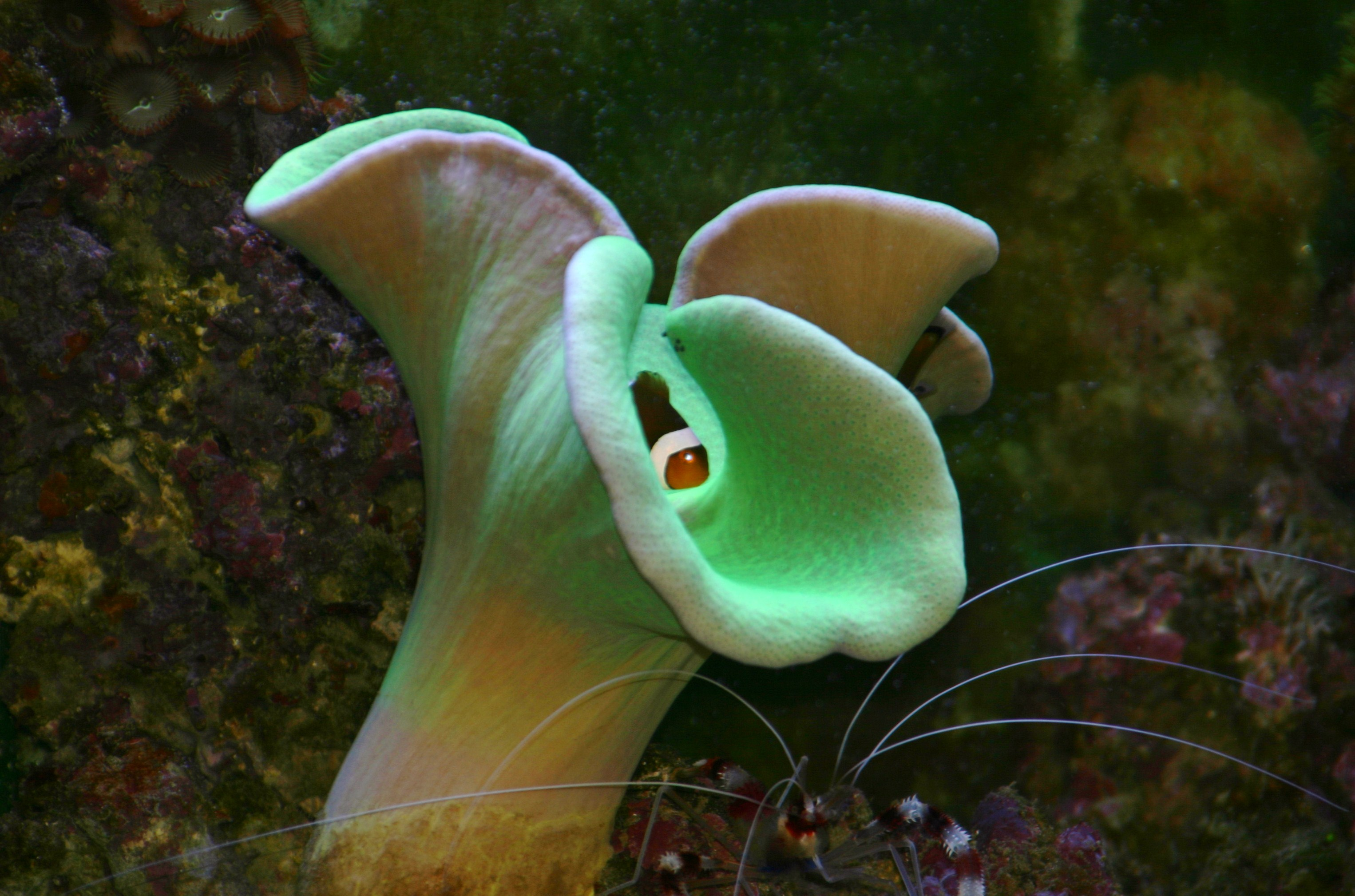
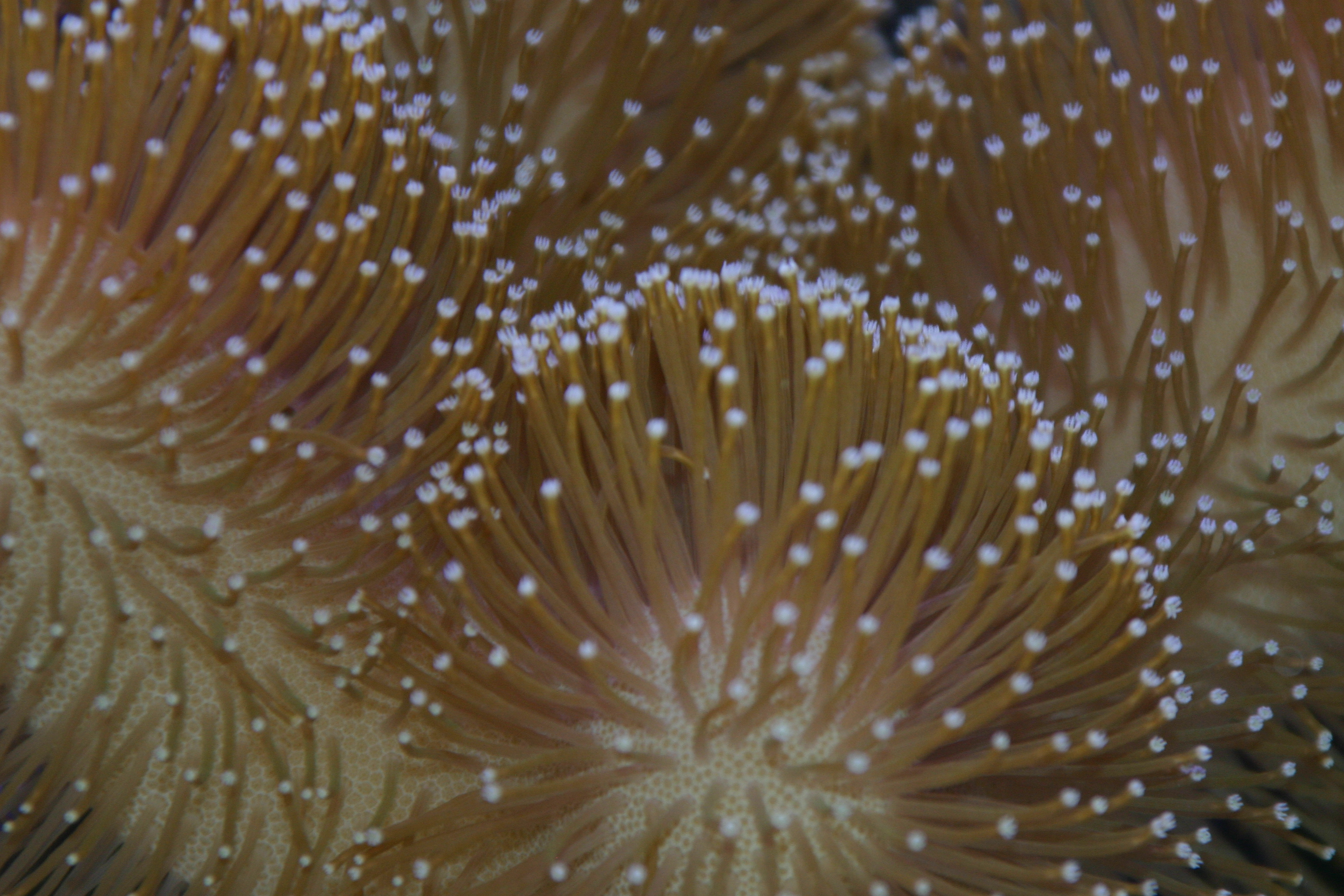
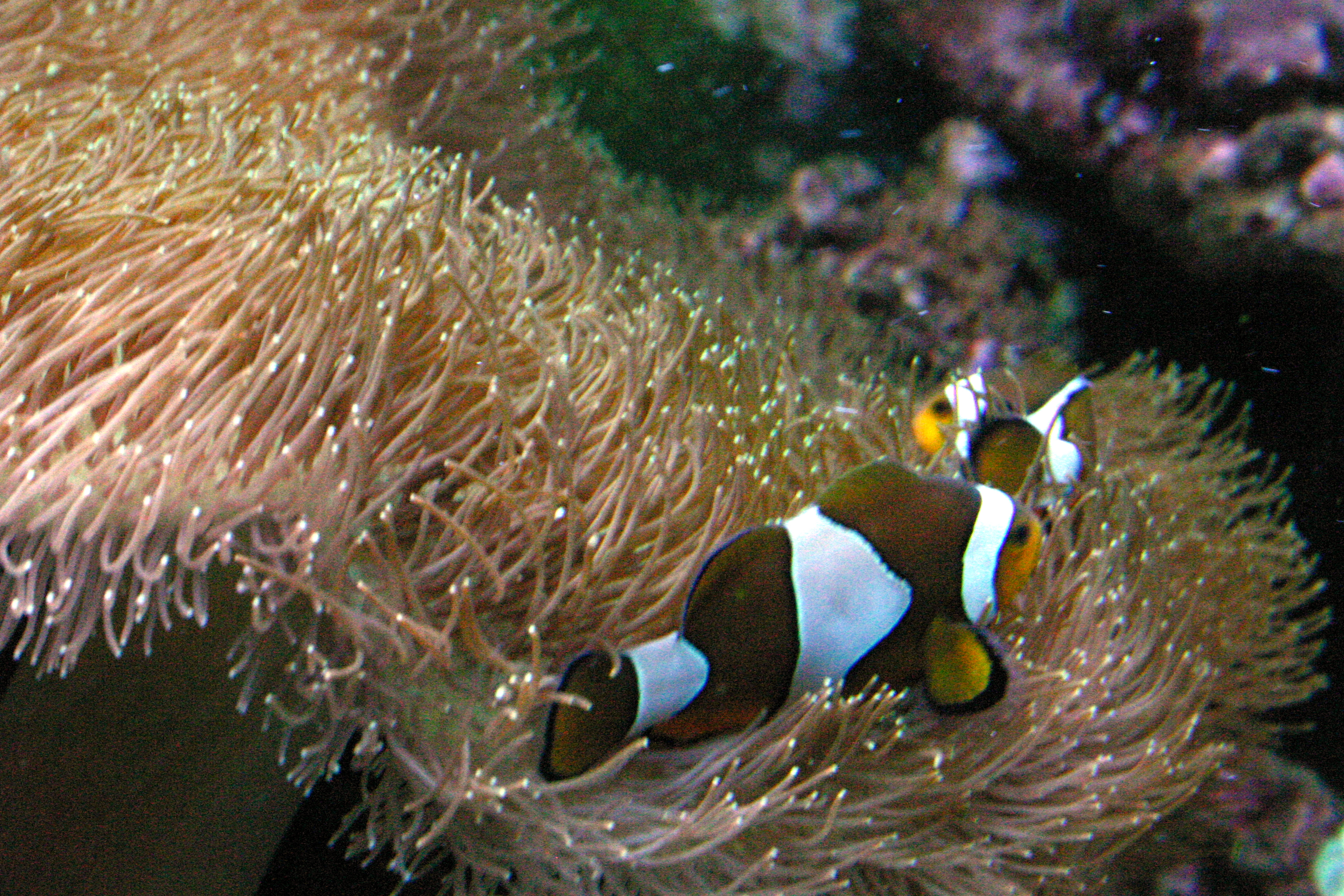

## Dottertaxa tillSarcophyton, i alfabetisk ordning[1]
- Sarcophyton acutum
- Sarcophyton auritum
- Sarcophyton birkelandi
- Sarcophyton boettgeri
- Sarcophyton boletiforme
- Sarcophyton buitendijki
- Sarcophyton cherbonnieri
- Sarcophyton cinereum
- Sarcophyton contortum
- Sarcophyton cornispiculatum
- Sarcophyton crassocaule
- Sarcophyton crassum
- Sarcophyton digitatum
- Sarcophyton ehrenbergi
- Sarcophyton elegans
- Sarcophyton expandum
- Sarcophyton flexuosum
- Sarcophyton furcatum
- Sarcophyton gemmatum
- Sarcophyton glaucum
- Sarcophyton griffini
- Sarcophyton infundibuliforme
- Sarcophyton latum
- Sarcophyton mililatensis
- Sarcophyton nanwanensis
- Sarcophyton nigrum
- Sarcophyton pauciplicatum
- Sarcophyton portentosum
- Sarcophyton proprium
- Sarcophyton pulchellum
- Sarcophyton regulare
- Sarcophyton roseum
- Sarcophyton serenei
- Sarcophyton solidum
- Sarcophyton spinospiculatum
- Sarcophyton spongiosum
- Sarcophyton stellatum
- Sarcophyton stolidotum
- Sarcophyton subviride
- Sarcophyton tenuispiculatum
- Sarcophyton tortuosum
- Sarcophyton trocheliophorum
- Sarcophyton turschi